# 12072 Анупамакота
12072 Анупамакота (1998 FA65, 1134 T-1, 1988 VL5, 12072 Anupamakotha) — астероїд головного поясу, відкритий 20 березня 1998 року.
Тіссеранів параметр щодо Юпітера — 3,480.